# Henry Glaß
Henry Glaß, auch Henry Glass (* 15. Februar 1953 in Rodewisch) ist ein ehemaliger deutscher Skispringer und heutiger Skisprungtrainer.

## Werdegang
Glaß ist der Sohn des Nordischen Kombinierers Gerhard Glaß und gehörte dem SC Dynamo Klingenthal an. Seine größten Erfolge waren die Bronzemedaille auf der Großschanze bei den Olympischen Spielen 1976 in Innsbruck, die Bronzemedaille bei der Skiflug-Weltmeisterschaft 1977, die Silbermedaille im Springen von der Normalschanze bei den Nordischen Skiweltmeisterschaften 1978 und der 2. Platz bei der Vierschanzentournee 1971/72. Zudem gewann er 1978 die Skiflugwoche in Ironwood (USA) mit einer Bestweite von 154 Metern. Henry Glaß wurde zweifacher DDR-Meister, 1980 von der Großschanze und 1981 von der Normalschanze, den Vizemeistertitel errang er 1975 und 1980 auf der Normal- und 1977 auf der Großschanze. Eine Bronzemedaille errang er bei den Meisterschaften von 1973 auf der Normalschanze. Seine Trainer waren unter anderem Harry Glaß, Jürgen Wolf und Herbert Leonhardt.
Glaß war seit Mitte der 1990er Jahre Co-Trainer der deutschen Skisprung-Nationalmannschaft. Von den Olympischen Winterspielen 2006 in Turin wurde Glaß vom NOK als Trainer ausgeschlossen, nachdem bekannt geworden war, dass Glaß in der DDR Kontakte zum Ministerium für Staatssicherheit unterhalten hatte.
Seit Mai 2008 ist Henry Glaß am Landesleistungszentrum in Klingenthal tätig. Dort trainiert er die Nachwuchsspringer und Springerinnen aus Sachsen.

## Statistik

### Weltcup-Platzierungen
| Saison  | Platz | Punkte |
| ------- | ----- | ------ |
| 1979/80 | 21.   | 56     |
| 1980/81 | 46.   | 15     |